# Саломатин, Валерий Николаевич
Валерий Николаевич Саломатин (укр. Валерiй Миколайович Саломатiн; 18 ноября 1941, Буй, Костромская область — 2014) — советский и украинский учёный-геолог, доктор геолого-минералогических наук, профессор.
Автор многих научных трудов и ряда изобретений.

## Биография
Родился 18 ноября 1941 года в городе Буй Ярославской области (ныне Костромской области).

### Образование
В 1964 году окончил геолого-разведочный факультет Томского политехнического института (ныне Томский политехнический университет) по специальности «Геология и разведка месторождений полезных ископаемых».
В 1968—1971 годах обучался в аспирантуре родного вуза. Кандидатскую диссертацию на тему «Интрузивные комплексы в среднем течении р. Мрас-Су» защитил в 1971 году в Томском политехническом институте.
Докторскую диссертацию «Закономерности геологических процессов и явлений, их связь с импульсной электромагнитной эмиссией» защитил в 1988 году в Ленинградском горном институте им. Г. В. Плеханова (ныне Санкт-Петербургский горный университет).

### Деятельность
После окончания школы Валерий Саломатин работал токарем Кузнецкого металлургического завода (ныне Новокузнецкий металлургический комбинат). После окончания вуза, в 1964—1967 годах — геолог, начальник отряда в Шалымской геолого-разведочной экспедиции Западносибирского геологического управления; в 1967—1968 годах — начальник
отряда экспедиции Западно-сибирского геологического управления.
После окончания аспирантуры, в 1972—1976 годах — старший инженер-геолог, начальник инженерно-геологической партии Симферопольского филиала Украинского государственного института инженерно-технических изысканий. В 1976—1988 годах — старший научный сотрудник, начальник отдела Института минеральных ресурсов Министерства геологии Украинской ССР в Симферополе. В 1988—2010 годах — заведующий кафедрой инженерной геологии, оснований и фундаментов Симферопольского филиала Днепропетровского инженерно-строительного института (ныне Приднепровская государственная академия строительства и архитектуры, с 1990 года — профессор).
В 2010—2014 годах — профессор кафедры инженерной геологии, оснований и фундаментов Национальной академии природоохранного и курортного строительства (в 2010—2011 годах — заведующий кафедрой). Одновременно в 2011—2014 годах — заведующий кафедрой землеустройства и кадастра Южного филиала Национального университета биоресурсов и природопользования Украины «Крымский агротехнологический университет». Также преподавал в Таврическом национальном университете им. В. И. Вернадского.
Наряду с педагогической деятельностью занимался общественной — был председателем специализированного ученого совета Национальной академии природоохранного и курортного строительства и членом редакционной коллегии сборника научных трудов «Строительство и техногенная безопасность».
Умер в 2014 году.

## Заслуги
- Действительный член Крымской академии наук и Международной академии энергоинформационных наук.
- Удостоен диплома II степени им. М. А. Усова (1980), а также дипломов ВДНХ Украинской ССР II степени (1985) и I степени (1987).
- Награждён медалями «За трудовое отличие» (1986), «Ветеран труда» (1986), бронзовой медалью ВДНХ СССР (1986) и знаком «Изобретатель СССР» (1986).
- Лауреат Государственной премии Автономной Республики Крым, «Заслуженный деятель науки и техники Автономной Республики Крым» (2000).